# Jean-François Sarasin
Jean-François Sarasin (auch: Sarrasin, Sarrazin)  (* 25. Dezember 1614 in Caen; † 5. Dezember 1654 in Pézenas) war ein französischer Literat und preziöser Dichter der Vorklassik.

## Leben und Werk
Sarasin stammte aus einer bürgerlichen Familie der Normandie. Er studierte in Caen und ging dann nach Paris. Dort verkehrte er in den literarischen Salons, namentlich in dem Salon der Madeleine de Scudéry, mit deren Bruder Georges er befreundet war. Unter den Preziösen trug er den Salonnamen Amilcar. Er galt als äußerst geistreich und erwarb sich den Ruf eines zweiten Voiture (auch: Sous-Voiture oder Voiture du Marais). Er war bis 1643 im Dienst des Außenministers Léon Bouthillier, comte de Chavigny, ab etwa 1649 Sekretär bei Armand de Bourbon, prince de Conti. Wie auch Jacques Esprit ging er 1654 mit Conti nach Pézenas, starb aber dort noch im gleichen Jahr, nicht einmal vierzigjährig, an einem Fieber.
Paul Pellisson veranstaltete 1656 eine Ausgabe seiner Werke, versehen mit einem würdigenden Vorwort. Die bis heute gültige Werkausgabe von 1926 stammt von Paul Festugière (1869–1950). Durch die Neubewertung der von Molière zu Unrecht verspotteten Preziosität geriet auch Sarasin in den letzten Jahren zunehmend in das Blickfeld der Literaturwissenschaft.

## Werke
- Oeuvres de J. Fr. Sarasin. 2 Bde. 1. Poésies. 2. Oeuvres en prose. Hrsg. von Paul Festugière. Edouard Champion, Paris 1926. (Rezension durch Fernand Desonay, in: Revue belge de Philologie et d’Histoire 5, 1926, S. 582–583)

### Handbuchliteratur
- Alain Viala, in: Laffont-Bompiani. Le nouveau dictionnaire des auteurs de tous les temps et de tous les pays, Paris 1994, S. 2868–2869 (Reihe Bouquins).
- Alain Viala, in: Dictionnaire des écrivains de langue française, hrsg. von Jean-Pierre Beaumarchais, Daniel Couty und Alain Rey, Paris, Larousse, 2001, S. 1726–1727.
- Jürgen von Stackelberg, Kleines Lexikon vergessener Autoren des 17. Jahrhunderts (Frankreich), Bonn 2014, S. 101f.